# When You Land Here, It's Time to Return
When You Land Here, It's Time to Return es el primer y último álbum de la banda Flake Music (ahora conocidos como The Shins) y fue grabado en invierno de 1997 bajo Omnibus Records en 1997.
Hay 3 canciones sin título en este álbum, pero en la parte de atrás del CD solamente aparecen las 8 canciones con título. Esto ha hecho creer a muchos que las 8 canciones con título son las normales y las 3 sin título son canciones "escondidas". La lista de canciones en el disco aclara todas las dudas, pero también hay más misterios al haber puesto doce canciones en vez de once.
El álbum fue relanzado en 2002 por The Shins, con ocho canciones.

## Lista de canciones deducidas
1. "Spanway Hits" - 2:28
2. "Blast Valve" - 2:56
3. "Roziere" - 3:42
4. "Structo" - 4:06
5. "(Untitled) - ?
6. "Deluca" - 2:52
7. "Mieke" - 2:13
8. "(Untitled)" - ?
9. "The Shins" - 3:18
10. "(Untitled)" - ?
11. "Vantage" - 2:35

## Lista de canciones como aparecen en el disco
1. "Spanway Hits" - 2:28
2. "Blast Valve" - 2:56
3. "Roziere" - 3:42
4. "Structo" - 4:06
5. "(Untitled) - ?
6. "Deluca" - 2:52
7. "(Untitled)" - ? (canción extra sin título añadida, probablemente un error)
8. "Mieke" - 2:13
9. "(Untitled)" -
10. "The Shins" - 3:18
11. "(Untitled)" - ?
12. "Vantage" - 2:35

- Datos: Q3480098